# ビグスビー・メダル
ビグスビー・メダル (Bigsby Medal) はロンドン地質学会が授与する賞。イギリスの地質学者であるジョン・ビグスビーにちなんで創設され、45歳以下の研究者を対象とする。